# Microscopio de interferencia
El microscopio de interferencia involucra la participación de las mediciones de las diferencias en la trayectoria entre dos haces de luz divididos.  Con este instrumento es posible determinar las diferencias ópticas las diversas estructuras celulares y en consecuencia medir su peso seco.

## Tipos
- Microscopía de interferencia clásica (inglés)
- Microscopía de contraste de interferencia diferencial DIC (inglés)
- Microscopía de contraste de interferencia fluorescente (inglés)

Los heterogéneos componentes celulares absorben la luz de diferente manera y causan pequeñas variaciones de fase en las radiaciones luminosas, es decir, las retrasan ligeramente al disminuir la velocidad a la cual viajan y el retraso varía según el tipo de estructura.

Microscopio de contraste por interferencia diferencial

Es un microscopio de contraste en trans-iluminación, también denominado microscopio Nomarski, ideal para visualizar especímenes no coloreados y transparentes. Permite obtener información sobre la densidad óptica de la muestra y observar detalles que de ordinario son invisibles.